# Cucumis canoxyi
Cucumis canoxyi är en gurkväxtart som beskrevs av M. Thulin och A.N. Al-gifri. Cucumis canoxyi ingår i släktet gurkor, och familjen gurkväxter. Inga underarter finns listade i Catalogue of Life.